# Jacques Mathieu (historien)
Pour les articles homonymes, voir Jacques Mathieu (homonymie) et Mathieu.
Jacques Mathieu, né le 30 décembre 1940 à Saint-Louis de Courville au Québec, est un historien, professeur et écrivain prolifique, spécialiste de l’histoire de la Nouvelle-France et des mémoires collectives.

## Biographie

### Études
Jacques Mathieu a découvert sa passion pour l'histoire au moment où il poursuivait des études classiques au Séminaire de Québec, où il compléta un baccalauréat ès arts en juin 1962. Selon ses dires, tout a commencé dans un cours d'histoire donné par l'abbé Simard, lorsque ce dernier a défini le quiétisme comme étant « [...]une querelle entre les Anciens et les Modernes sur le plan des comportements sociaux-religieux ». D'autres personnes, comme le professeur Baillargeon et l'historien Marcel Trudel ont également été des éléments déclencheurs de cette passion.
Après ce baccalauréat, Jacques Mathieu est parti étudier à l'Université Laval. Il compléta un baccalauréat en histoire en 1963, une licence ès lettres en histoire en 1965 et un certificat en archivistique aux Archives nationales de Paris. Également, il fut diplômé en études supérieures en histoire en 1968 et décrocha un doctorat ès lettres en histoire en 1975. Ces nombreuses études traçaient déjà la ligne de conduite que suivrait toute sa vie l'historien et écrivain en herbe qu'était alors Jacques Mathieu.

### Enseignement
L'enseignement de M. Mathieu à l'Université Laval a commencé dès 1970, en y devenant professeur au département d'histoire. Cinq ans après, il y était déjà agrégé, pour ensuite en 1980 y être titularisé. Son enseignement en tant que professeur durera jusqu'en 1999, lorsqu'il est devenu doyen de l'Université Laval. Cependant, même si son enseignement a pris fin, instruire les autres et donner des cours restera à jamais un de ses rêves les plus précieux, comme il l'a laissé entendre dans son entrevue avec Chantale Cusson, journaliste du quotidien L'Actualité, le 20 octobre 2015.
Le travail d'éducateur de Jacques Mathieu, quoique spécialisé en histoire, notamment celle de la Nouvelle-France, ne s'y est toutefois pas limité. Faisant preuve d'une pluridisciplinarité hors-norme, il a étudié, recherché et enseigné une multitude d'autres matières, comme l'ethnologie, l'archivistique, l'archéologie et la muséologie. Il a enseigné aux étudiants des trois cycles à l'Université Laval une multitude de cours, allant du cours de base aux études doctorales.
Tout au long de sa carrière, l'historien et professeur a dirigé 25 thèses de maîtrises, 13 thèses de doctorat, 4 recherches postdoctorales, sans oublier 16 autres thèses qu'il a codirigé. Un grand nombre de ces thèses et recherches ont reçu divers prix, comme le prix Edmond-de-Nevers et le prix pour la meilleure thèse de maîtrise France-Canada.
Enfin, l'enseignement de Jacques Mathieu a été fortement apprécié par l'Université Laval, et sa « [...] régularité et la variété de ses enseignements » tout au long de sa carrière de professeur pendant presque 30 ans lui auront valu le titre de professeur émérite en janvier 2010.

### Autres activités

#### À l'Université Laval
Jacques Mathieu ne s'est pas contenté, au long de sa carrière à l'Université Laval, d'être seulement un professeur. Ainsi, il y a été grandement utile en tant que chercheur, notamment en étant titulaire de la CEFAN et directeur du CELAT. De plus, M. Mathieu a beaucoup travaillé au sein de l'administration dès 1973, en acceptant le poste de directeur des études de 1er cycle en histoire et par la suite celui de directeur des études avancées dans le même département. Il a aussi été président d'un comité spécial sur les orientations du département « La formation universitaire et l'enseignement modulaire ».
En plus d'avoir occupé ces postes principalement reliés à l'histoire, Jacques Mathieu s'est intéressé à d'autres charges : secrétaire de la faculté des lettres, adjoint à la vice-rectrice aux ressources humaines, directeur par intérim du département du génie civil et des littératures, doyen de la faculté des lettres.

#### Activités extra-universitaires
Si ses accomplissements à l'Université Laval sont nombreux, Jacques Mathieu a également beaucoup œuvré à l'extérieur de ce cadre. Il a été commissaire à la Commission des biens culturels, commissaire à la Commission des Champs de bataille nationaux, membre du Comité de commémoration de la Commission de la Capitale nationale, membre de la Commission franco-québécoise sur les lieux de mémoire communs, directeur de la Revue d'histoire de l'Amérique française et président de l'Institut d'histoire de l'Amérique française.
Enfin, la réalisation dont il est le plus fier est Mémoires, une exposition permanente qui fut présentée au Musée de la civilisation à Québec. Elle a accueilli environ huit millions de visiteurs sur une période de 15 ans, de 1988 à 2003. Cette exposition avait pour objectif de faire connaître l'identité québécoise en se basant sur les mémoires collectives, sans oublier le présent. Jacques Mathieu collabora avec l'historien Jacques Lacoursière afin de rédiger un ouvrage s'inspirant de ce sujet qui s'intitula Les mémoires québécoises, sorti en 1991.

## Distinctions
- Prix Lionel-Groulx attribué par l'Institut d'histoire de l'Amérique française pour le meilleur ouvrage d'histoire, en 1982.
- Prix d'histoire régionale de la Société historique du Canada pour avoir participé au projet du Musée de Pointe-à-Callière, en 1993.
- Prix littéraire de l'Institut canadien dans le cadre des Prix d'excellence de la culture pour son ouvrage Les Plaines d'Abraham : Le culte de l'idéal, en 1993.
- Certificat d'honneur ICOMOS-CANADA, en 1996.
- Il est nommé Chevalier de l'Ordre des palmes académiques en 2003 par la République française.
- Devient professeur émérite de l'Université Laval, en 2010.
- Gagnant du Prix Gérard-Morisset dans la catégorie culturelle, en 2014.

## Publications
- Le commerce entre la Nouvelle-France et les Antilles au XVIIIe siècle, Montréal, Fides, 1981.
- L’occupation des terres dans la vallée du Saint-Laurent : Les aveux et dénombrements, 1723-1745, avec Alain Laberge, Québec, Septentrion, 1991.
- Les Plaines d’Abraham : Le culte de l’idéal, avec Eugène Kedl, Québec, Septentrion, 1993.
- Entre poudrés et pouilleux : Le jeu des apparences à Paris au XVIIe siècle, Québec, Septentrion, 2008.
- L’Anneda : L’arbre de vie, Québec, Septentrion, 2009.
- La Guerre des Canadiens 1756-1763, avec Sophie Imbeault, Québec, Septentrion, 2013.
- Curieuses histoires de plantes du Canada, tome 1 : 1000-1670, avec Alain Asselin et Jacques Cayouette, Québec, Septentrion, 2014.
- Curieuses histoires de plantes du Canada, tome 2 :1670-1760, avec Alain Asselin et Jacques Cayouette, Québec, Septentrion, 2015.
- La vie méconnue de Louis Hébert et Marie Rollet, avec la collaboration de Alain Asselin, Québec, Septentrion, 2017.
- Faire aimer l’histoire en compagnie de jacques Lacoursière, avec Denis Vaugeois, Québec, Septentrion, 2018.
- Olivier-Elzéar Mathieu : De Saint-Roch à archevêque de Regina, Québec, Septentrion, 2019.